# Алекса Аманович
Алекса Аманович (мак. Алекса Амановић, нар. 24 жовтня 1996, Белград) — македонський футболіст, захисник казахстанської «Астана».
Грав за молодіжну збірну Північної Македонії.

## Клубна кар'єра
Народився 24 жовтня 1996 року в Белграді. Вихованець футбольної школи місцевого «Партизана».
2015 року уклав свій перший професійний контракт із клубом «Белград» (Іваниця). Наступного року перебрався до «Явора» (Іваниця), у складі якої швидко став основним гравцем захисту команди.
На початку 2020 року перебрався до Казахстану, уклавши однорічний контракт із костанайським «Тоболом». Згодом подовжив контракт із командою і загалом провів у її складі три сезони. 2021 року ставав у його складі чемпіоном Казахстану.
15 січня 2023 року оголосив, що залишає «Тобол», а за два дні приєднався до лав «Астани». Вже на початку своєї першої ж гри за нову команду, матчу на Суперкубок Казахстану 2023, забив свій дебютний гол за столичний клуб.

## Виступи за збірні
2014 року дебютував у складі юнацької збірної Північної Македонії (U-19), загалом на юнацькому рівні взяв участь у 3 іграх.
Протягом 2014–2018 років залучався до складу молодіжної збірної Північної Македонії. На молодіжному рівні зіграв у 7 офіційних матчах.

## Титули і досягнення
- Чемпіон Казахстану (1):

«Тобол» (Костанай): 2021
- Володар Суперкубка Казахстану (3):

«Тобол» (Костанай): 2021, 2022
«Астана»: 2023
- Володар Кубка казахської ліги (1):

«Астана»: 2024